# Eiconaxius farreae
Eiconaxius farreae är en kräftdjursart som beskrevs av Ortmann 1891. Eiconaxius farreae ingår i släktet Eiconaxius och familjen Axiidae. Inga underarter finns listade i Catalogue of Life.